# Phil Neal
Philip George Neal, detto Phil (Irchester, 20 febbraio 1951), è un ex calciatore e allenatore di calcio britannico, di ruolo difensore.
Nazionale inglese, è stato quattro volte campione d'Europa con il Liverpool.

## Carriera

### Giocatore

#### Club
Difensore di fascia destra, Phil Neal, nativo di Irchester nel Northamptonshire, mosse i primi passi calcistici nella squadra del capoluogo della sua contea, il Northampton Town. Nel 1974, per la somma di 66.000 sterline, fu il primo acquisto operato da Bob Paisley, appena insediatosi alla guida tecnica del Liverpool. Nonostante gli inizi nella sua nuova squadra da terzino sinistro, Neal evolse come terzino destro. Fu proprio da terzino sinistro che Neal disputò il suo primo incontro, nel derby del Merseyside contro l'Everton a Goodison Park terminato 0-0. Un anno più tardi, nel novembre 1975, giunse anche il primo gol, nella gara di ritorno dei sedicesimi di finale di Coppa UEFA, vinto 6-0 contro gli spagnoli della Real Sociedad. Nelle undici stagioni ad Anfield Neal collezionò - fra gli altri - sette campionati inglesi, quattro Coppe dei Campioni e una Supercoppa UEFA, più una serie di altre competizioni, tra cui la vittoria della citata Coppa UEFA nel 1976.

Il gol di Neal contro la Roma nella finale di Coppa dei Campioni 1983-1984

Fino al 2005, anno della quinta vittoria del Liverpool nella massima rassegna continentale, Neal vantava il primato di essere l'unico giocatore sempre presente in tutte le finali di Coppa dei Campioni disputate dal Liverpool (5). Nel corso della sua carriera europea, inoltre, Neal segnò in due finali di Coppa dei Campioni, nello stesso stadio, l'Olimpico di Roma: la prima volta nel 1977, quando realizzò all'87' il rigore che dava il definitivo 3-1 del Liverpool sul Borussia Mönchengladbach, la seconda nel 1984 quando segnò al 13' il gol del temporaneo vantaggio sulla Roma (che in seguito pareggiò, anche se alla fine fu il Liverpool a prevalere ai calci di rigore). Le altre due finali vinte furono quella del 1978 a Wembley contro il Bruges e quella del 1981 contro il Real Madrid, entrambe per 1-0. La quinta finale, l'ultima, fu quella di Bruxelles del 29 maggio 1985, persa per 0-1 contro la Juventus che passò alla storia per la strage dell'Heysel. Quella finale fu anche l'ultimo incontro disputato da Neal con la maglia del Liverpool.
Quando lasciò la squadra, Neal vantava al suo attivo 455 incontri di Prima Divisione, di cui 365 consecutivi tra il 1975 e il 1983, serie interrotta solo a causa di un infortunio occorsogli in un incontro di Coppa d'Inghilterra contro un club di terza divisione, il Brentford. Con 41 gol in campionato, e 60 totali, è uno dei difensori più prolifici d'Inghilterra. Inoltre, nell'ultimo anno di permanenza al club, gli fu data da Joe Fagan la fascia di capitano dopo la partenza di Graeme Souness. Dopo aver lasciato il Liverpool, Neal assunse l'incarico di giocatore-allenatore del Bolton: rimase sette stagioni in tale squadra, fino al 1992, anche se già dal 1989 aveva cessato l'attività agonistica.

Neal assieme a Gaetano Scirea prima della finale di Supercoppa UEFA 1984 tra Juventus e Liverpool

#### Nazionale
In Nazionale inglese, Neal esordì nel 1976 contro il Galles e prese parte alle qualificazioni al campionato del mondo 1978 in Argentina, in un girone che comprendeva anche l'Italia. Fu proprio quest'ultima a qualificarsi a spese dell'Inghilterra per differenza reti, dopo due incontri a Roma e a Wembley, con una vittoria ciascuno per 2-0. Il primo goal arrivò nel Torneo Interbritannico del 1978 contro l'Irlanda del Nord.
In seguito prese parte al campionato d'Europa 1980, venendo sorteggiato di nuovo contro l'Italia padrona di casa di quell'edizione della manifestazione, e al campionato del mondo 1982 in Spagna, dove, pur non riuscendo a raggiungere le semifinali, uscì dal torneo senza una sconfitta e con un gol al passivo. Furono 50 le presenze totali, fino al 1983, diventando così il difensore di fascia con più presenze in Nazionale, superato in seguito solo da Gary Neville.

### Allenatore
Dopo l'esperienza al Bolton (che nel 1987 Neal riuscì a guidare alla promozione dalla Quarta alla Terza Divisione nazionale), dal 1993 al 1995 allenò i gallesi del Cardiff e poi il Manchester City dal 1995 al 1997. Dopo una breve parentesi come viceallenatore a Peterborough, nel 1998 smise l'attività tecnica.
Negli ultimi anni Phil Neal ha lavorato principalmente come commentatore per programmi sportivi di diverse emittenti radiotelevisive; è stato anche giocatore-allenatore del team di vecchie glorie del Liverpool.
Da un sondaggio-concorso indetto dal Liverpool nel 2006 per stabilire quali fossero i «100 giocatori che stupirono il Kop», Phil Neal è risultato il 20º giocatore più votato, subito dopo Peter Beardsley e subito prima di Ian St. John.

## Statistiche

### Cronologia presenze e reti in nazionale
| Cronologia completa delle presenze e delle reti in nazionale ― Inghilterra | Cronologia completa delle presenze e delle reti in nazionale ― Inghilterra | Cronologia completa delle presenze e delle reti in nazionale ― Inghilterra | Cronologia completa delle presenze e delle reti in nazionale ― Inghilterra | Cronologia completa delle presenze e delle reti in nazionale ― Inghilterra | Cronologia completa delle presenze e delle reti in nazionale ― Inghilterra | Cronologia completa delle presenze e delle reti in nazionale ― Inghilterra | Cronologia completa delle presenze e delle reti in nazionale ― Inghilterra |
| Data                                                                       | Città                                                                      | In casa                                                                    | Risultato                                                                  | Ospiti                                                                     | Competizione                                                               | Reti                                                                       | Note                                                                       |
| -------------------------------------------------------------------------- | -------------------------------------------------------------------------- | -------------------------------------------------------------------------- | -------------------------------------------------------------------------- | -------------------------------------------------------------------------- | -------------------------------------------------------------------------- | -------------------------------------------------------------------------- | -------------------------------------------------------------------------- |
| 24-3-1976                                                                  | Wrexham                                                                    | Galles                                                                     | 1 – 2                                                                      | Inghilterra                                                                | Amichevole                                                                 | -                                                                          |                                                                            |
| 28-5-1976                                                                  | New York                                                                   | Inghilterra                                                                | 3 – 2                                                                      | Italia                                                                     | Torneo del Bicentenario                                                    | -                                                                          | 46’                                                                        |
| 31-5-1977                                                                  | Londra                                                                     | Inghilterra                                                                | 0 – 1                                                                      | Galles                                                                     | Torneo Interbritannico 1977                                                | -                                                                          |                                                                            |
| 4-6-1977                                                                   | Londra                                                                     | Inghilterra                                                                | 1 – 2                                                                      | Scozia                                                                     | Torneo Interbritannico 1977                                                | -                                                                          |                                                                            |
| 8-6-1977                                                                   | Rio de Janeiro                                                             | Brasile                                                                    | 0 – 0                                                                      | Inghilterra                                                                | Amichevole                                                                 | -                                                                          |                                                                            |
| 12-6-1977                                                                  | Buenos Aires                                                               | Argentina                                                                  | 1 – 1                                                                      | Inghilterra                                                                | Amichevole                                                                 | -                                                                          |                                                                            |
| 15-6-1977                                                                  | Montevideo                                                                 | Uruguay                                                                    | 0 – 0                                                                      | Inghilterra                                                                | Amichevole                                                                 | -                                                                          |                                                                            |
| 7-9-1977                                                                   | Londra                                                                     | Inghilterra                                                                | 0 – 0                                                                      | Svizzera                                                                   | Amichevole                                                                 | -                                                                          |                                                                            |
| 16-11-1977                                                                 | Londra                                                                     | Inghilterra                                                                | 2 – 0                                                                      | Italia                                                                     | Qual. Mondiali 1978                                                        | -                                                                          |                                                                            |
| 22-2-1978                                                                  | Monaco di Baviera                                                          | Germania Ovest                                                             | 2 – 1                                                                      | Inghilterra                                                                | Amichevole                                                                 | -                                                                          |                                                                            |
| 16-5-1978                                                                  | Londra                                                                     | Inghilterra                                                                | 1 – 0                                                                      | Irlanda del Nord                                                           | Torneo Interbritannico 1978                                                | 1                                                                          |                                                                            |
| 20-5-1978                                                                  | Glasgow                                                                    | Scozia                                                                     | 1 – 2                                                                      | Inghilterra                                                                | Torneo Interbritannico 1978                                                | -                                                                          |                                                                            |
| 24-5-1978                                                                  | Londra                                                                     | Inghilterra                                                                | 4 – 1                                                                      | Ungheria                                                                   | Amichevole                                                                 | 1                                                                          |                                                                            |
| 20-9-1978                                                                  | Copenaghen                                                                 | Danimarca                                                                  | 3 – 4                                                                      | Inghilterra                                                                | Qual. Euro 1980                                                            | 1                                                                          |                                                                            |
| 25-10-1978                                                                 | Dublino                                                                    | Irlanda                                                                    | 1 – 1                                                                      | Inghilterra                                                                | Qual. Euro 1980                                                            | -                                                                          |                                                                            |
| 7-2-1979                                                                   | Londra                                                                     | Inghilterra                                                                | 4 – 0                                                                      | Irlanda del Nord                                                           | Qual. Euro 1980                                                            | -                                                                          |                                                                            |
| 19-5-1979                                                                  | Belfast                                                                    | Irlanda del Nord                                                           | 0 – 2                                                                      | Inghilterra                                                                | Torneo Interbritannico 1979                                                | -                                                                          |                                                                            |
| 26-5-1979                                                                  | Londra                                                                     | Inghilterra                                                                | 3 – 1                                                                      | Scozia                                                                     | Amichevole                                                                 | -                                                                          |                                                                            |
| 6-6-1979                                                                   | Sofia                                                                      | Bulgaria                                                                   | 0 – 3                                                                      | Inghilterra                                                                | Qual. Euro 1980                                                            | -                                                                          |                                                                            |
| 13-6-1979                                                                  | Vienna                                                                     | Austria                                                                    | 4 – 3                                                                      | Inghilterra                                                                | Amichevole                                                                 | -                                                                          |                                                                            |
| 12-9-1979                                                                  | Londra                                                                     | Inghilterra                                                                | 1 – 0                                                                      | Danimarca                                                                  | Qual. Euro 1980                                                            | -                                                                          |                                                                            |
| 17-10-1979                                                                 | Belfast                                                                    | Irlanda del Nord                                                           | 1 – 5                                                                      | Inghilterra                                                                | Qual. Euro 1980                                                            | -                                                                          |                                                                            |
| 26-3-1980                                                                  | Barcellona                                                                 | Spagna                                                                     | 0 – 2                                                                      | Inghilterra                                                                | Amichevole                                                                 | -                                                                          | 82’                                                                        |
| 13-5-1980                                                                  | Londra                                                                     | Inghilterra                                                                | 3 – 1                                                                      | Argentina                                                                  | Amichevole                                                                 | -                                                                          | 76’                                                                        |
| 17-5-1980                                                                  | Wrexham                                                                    | Galles                                                                     | 4 – 1                                                                      | Inghilterra                                                                | Torneo Interbritannico 1980                                                | -                                                                          | 20’                                                                        |
| 12-6-1980                                                                  | Torino                                                                     | Inghilterra                                                                | 1 – 1                                                                      | Belgio                                                                     | Euro 1980 - 1º turno                                                       | -                                                                          |                                                                            |
| 15-6-1980                                                                  | Torino                                                                     | Italia                                                                     | 1 – 0                                                                      | Inghilterra                                                                | Euro 1980 - 1º turno                                                       | -                                                                          |                                                                            |
| 15-10-1980                                                                 | Bucarest                                                                   | Romania                                                                    | 2 – 1                                                                      | Inghilterra                                                                | Qual. Mondiali 1982                                                        | -                                                                          |                                                                            |
| 19-11-1980                                                                 | Londra                                                                     | Inghilterra                                                                | 2 – 1                                                                      | Svizzera                                                                   | Qual. Mondiali 1982                                                        | -                                                                          |                                                                            |
| 25-3-1981                                                                  | Londra                                                                     | Inghilterra                                                                | 1 – 2                                                                      | Spagna                                                                     | Amichevole                                                                 | -                                                                          |                                                                            |
| 12-5-1981                                                                  | Londra                                                                     | Inghilterra                                                                | 0 – 1                                                                      | Brasile                                                                    | Amichevole                                                                 | -                                                                          |                                                                            |
| 6-6-1981                                                                   | Budapest                                                                   | Ungheria                                                                   | 1 – 3                                                                      | Inghilterra                                                                | Qual. Mondiali 1982                                                        | -                                                                          |                                                                            |
| 9-9-1981                                                                   | Oslo                                                                       | Norvegia                                                                   | 2 – 1                                                                      | Inghilterra                                                                | Qual. Mondiali 1982                                                        | -                                                                          |                                                                            |
| 18-11-1981                                                                 | Londra                                                                     | Inghilterra                                                                | 1 – 0                                                                      | Ungheria                                                                   | Qual. Mondiali 1982                                                        | -                                                                          |                                                                            |
| 27-4-1982                                                                  | Cardiff                                                                    | Galles                                                                     | 0 – 1                                                                      | Inghilterra                                                                | Torneo Interbritannico 1982                                                | -                                                                          |                                                                            |
| 25-5-1982                                                                  | Londra                                                                     | Inghilterra                                                                | 2 – 0                                                                      | Paesi Bassi                                                                | Amichevole                                                                 | -                                                                          |                                                                            |
| 2-6-1982                                                                   | Reykjavík                                                                  | Islanda                                                                    | 1 – 1                                                                      | Inghilterra                                                                | Amichevole                                                                 | -                                                                          | cap.                                                                       |
| 16-6-1982                                                                  | Bilbao                                                                     | Francia                                                                    | 1 – 3                                                                      | Inghilterra                                                                | Mondiali 1982 - 1º turno                                                   | -                                                                          | 90’                                                                        |
| 25-6-1982                                                                  | Bilbao                                                                     | Inghilterra                                                                | 1 – 0                                                                      | Kuwait                                                                     | Mondiali 1982 - 1º turno                                                   | -                                                                          |                                                                            |
| 22-9-1982                                                                  | Copenaghen                                                                 | Danimarca                                                                  | 2 – 2                                                                      | Inghilterra                                                                | Qual. Euro 1984                                                            | -                                                                          | 4’                                                                         |
| 17-11-1982                                                                 | Salonicco                                                                  | Grecia                                                                     | 0 – 3                                                                      | Inghilterra                                                                | Qual. Euro 1984                                                            | -                                                                          |                                                                            |
| 15-12-1982                                                                 | Londra                                                                     | Inghilterra                                                                | 9 – 0                                                                      | Lussemburgo                                                                | Qual. Euro 1984                                                            | 1                                                                          |                                                                            |
| 23-2-1983                                                                  | Londra                                                                     | Inghilterra                                                                | 2 – 1                                                                      | Galles                                                                     | Torneo Interbritannico 1983                                                | 1                                                                          |                                                                            |
| 30-3-1983                                                                  | Londra                                                                     | Inghilterra                                                                | 0 – 0                                                                      | Grecia                                                                     | Qual. Euro 1984                                                            | -                                                                          |                                                                            |
| 27-4-1983                                                                  | Londra                                                                     | Inghilterra                                                                | 2 – 0                                                                      | Ungheria                                                                   | Qual. Euro 1984                                                            | -                                                                          |                                                                            |
| 28-5-1983                                                                  | Belfast                                                                    | Irlanda del Nord                                                           | 0 – 0                                                                      | Inghilterra                                                                | Torneo Interbritannico 1983                                                | -                                                                          |                                                                            |
| 1-6-1983                                                                   | Londra                                                                     | Inghilterra                                                                | 2 – 0                                                                      | Scozia                                                                     | Torneo Interbritannico 1983                                                | -                                                                          |                                                                            |
| 15-6-1983                                                                  | Brisbane                                                                   | Australia                                                                  | 0 – 1                                                                      | Inghilterra                                                                | Amichevole                                                                 | -                                                                          |                                                                            |
| 19-6-1983                                                                  | Melbourne                                                                  | Australia                                                                  | 1 – 1                                                                      | Inghilterra                                                                | Amichevole                                                                 | -                                                                          | 46’                                                                        |
| 21-9-1983                                                                  | Londra                                                                     | Inghilterra                                                                | 0 – 1                                                                      | Danimarca                                                                  | Qual. Euro 1984                                                            | -                                                                          |                                                                            |
| Totale                                                                     |                                                                            | Presenze                                                                   | 50                                                                         |                                                                            | Reti                                                                       | 5                                                                          |                                                                            |

## Palmarès

### Giocatore

#### Club

##### Competizioni nazionali
- Campionato inglese: 7

Liverpool: 1975-1976, 1976-1977, 1978-1979, 1979-1980, 1981-1982, 1982-1983, 1983-1984
- Coppa di Lega inglese: 4

Liverpool: 1980-1981, 1981-1982, 1982-1983, 1983-1984
- Charity Shield: 5

Liverpool: 1976, 1977, 1979, 1980, 1982
- Football League Trophy: 1

Bolton: 1988-1989

##### Competizioni internazionali
- Coppa UEFA: 1

Liverpool: 1975-1976
- Coppa dei Campioni: 4

Liverpool: 1976-1977, 1977-1978, 1980-1981, 1983-1984
- Supercoppa UEFA: 1

Liverpool: 1977

### Allenatore

#### Competizioni nazionali
- Football League Trophy: 1

Bolton: 1988-1989